# Opius sanctannae
Opius sanctannae är en stekelart som beskrevs av Fischer 1978. Opius sanctannae ingår i släktet Opius och familjen bracksteklar. Inga underarter finns listade i Catalogue of Life.